# ژول ریمه
ژول ریمه (به فرانسوی: Jules Rimet) (زادهٔ ۱۴ اکتبر ۱۸۷۳ در فرانسه – درگذشتهٔ ۱۶ اکتبر ۱۹۵۶) شخصیت ورزشی جهانی بود. او از ۱۹۱۹ تا ۱۹۴۵ رئیس فدراسیون فوتبال فرانسه و از ۱۹۲۱ تا ۱۹۵۴ رئیس فیفا بود.
او به خاطر ابتکار طرح جام جهانی مشهور است. این طرح او بود که به برگزاری اولین جام جهانی در ۱۹۳۰ انجامید و نتیجتاً جام اهدایی آن مسابقات نیز «جام ژول ریمه» نام گرفت.
او پس از سه سال سکوت فیفا به شوند پیامدهای جنگ جهانی اول در سال ۱۹۲۱ به ریاست فیفا برگزیده شد و به مدت ۳۳ سال دیرپاترین دوره ریاست فیفا داشت. او در سال ۱۹۵۴ و در سن هشتاد سالگی در پی بیماری از ریاست فیفا کناره‌گیری کرد از آن پس جام جهانی به نام جام «ژول ریمه» شناخته شد. ریمه در سال ۱۹۵۶ درگذشت.